# Marcelo De Souza
Marcelo Alejandro De Souza nació en Montevideo, Uruguay el 30 de septiembre de 1975. Es un exfutbolista uruguayo, cinco veces campeón del torneo uruguayo con Peñarol, los tres primeros durante el segundo quinquenio del equipo.
En el año 2000,  tuvo una pelea, a golpes de puño, con el reconocido futbolista Richard Morales, que terminó con ambos en la comisaría.

## Selección
De Souza fue internacional con la Selección de Uruguay en dos ocasiones, debutando el 1 de junio de 2004.

## Clubes
| Club                | País      | Año       |
| ------------------- | --------- | --------- |
| Racing              | Uruguay   | 1993-1995 |
| Peñarol             | Uruguay   | 1995-2001 |
| Tianjin Teda        | China     | 2001      |
| Peñarol             | Uruguay   | 2002-2003 |
| Vélez Sársfield     | Argentina | 2003-2004 |
| Instituto Córdoba   | Argentina | 2004      |
| Deportivo Colonia   | Uruguay   | 2005      |
| Danubio             | Uruguay   | 2005-2006 |
| Platense            | Uruguay   | 2006      |
| Deportivo Vida      | Honduras  | 2006-2007 |
| Sanat Naft          | Irán      | 2007      |
| Durazno             | Uruguay   | 2008-2009 |
| Deportivo Maldonado | Uruguay   | 2009-2011 |
| Boston River        | Uruguay   | 2011-2012 |
| Canadian            | Uruguay   | 2013-2015 |

## Palmarés

### Torneos nacionales
| Título                   | Club     | País    | Año     |
| ------------------------ | -------- | ------- | ------- |
| Campeonato Uruguayo      | Peñarol  | Uruguay | 1995    |
| Campeonato Uruguayo      | Peñarol  | Uruguay | 1996    |
| Campeonato Uruguayo      | Peñarol  | Uruguay | 1997    |
| Campeonato Uruguayo      | Peñarol  | Uruguay | 1999    |
| Campeonato Uruguayo      | Peñarol  | Uruguay | 2003    |
| Segunda División Amateur | Canadian | Uruguay | 2012-13 |